# Hayden Walsh Jr.
Hayden Rashidi Walsh (bekannt als Hayden Walsh Jr., * 23. April 1992 in St. Croix, Amerikanische Jungferninseln) ist ein antiguanisch-amerikanischer Cricketspieler, der zwischen 2018 und 2019 für die Cricket-Nationalmannschaft der Vereinigten Staaten und seit 2019 für das West Indies Cricket Team spielt.

## Kindheit und Ausbildung
Sein Vater Hayden Walsh Sr. und Onkel Vaughn Walsh spielten jeweils First-Class-Cricket für die Leeward Islands.

## Aktive Karriere
Im Jahr 2018 wurde er in das amerikanische Nationalteam berufen und war Teil des Teams bei der ICC World Cricket League Division Three 2018. Nachdem er seinen First-Class-Vertrag mit Barbados aufgab stand er dem Nationalteam zur festen Verfügung. Sein Twenty20-Debüt absolvierte er in den Vereinigten Arabischen Emiraten im März 2019. Sein Debüt im ODI-Cricket folgte einen Monat später bei der ICC World Cricket League Division Two 2019. Nachdem sich die Struktur im amerikanischen Verband änderte und Versprechungen nicht eingelöst wurden, lehnte er im Juli einen Vertrag des Verbandes ab, um weiter in Twenty20-Ligen weltweit antreten zu können. In der Caribbean Premier League 2019 konnte er dann bei den Barbados Tridents herausstechen.
Im November 2019 wechselte er dann zu den West Indies und bestritt für diese bei der Tour gegen Afghanistan seine erste Tour. Im zweiten ODI erreichte er dabei 3 Wickets für 36 Runs. Im Januar 2020 erzielte er bei der Tour gegen Irland 4 Wickets für 36 Runs in den ODIs. Im Sommer 2021 folgte eine Tour gegen Australien, bei der er in den Twenty20s zunächst drei Mal 3 Wickets (3/23, 3/29 und 3/27) erreichte, wofür er als Spieler der Serie ausgezeichnet wurde. In der ODI-Serie erzielte er im ersten Spiel 5 Wickets für 39 Runs und damit sein erstes Five-for. Daraufhin wurde er für den ICC Men’s T20 World Cup 2021 nominiert und spielte dort zwei Spiele.